# جينسي (نيويورك)
جينسي (بالإنجليزية: Genesee, New York)‏ هي بلدة أمريكية تقع في الولايات المتحدة في مقاطعة ألليغاني، نيويورك. يقدر عدد سكانها بـ 1,693 نسمة ومساحتها 94.0 كم2 وترتفع عن سطح البحر 581 متر.